# Scheeßel
Scheeßel is een gemeente en plaats in de Duitse deelstaat Nedersaksen, gelegen in het Landkreis Rotenburg (Wümme). De gemeente telt 13.000 inwoners.

## Indeling van de gemeente
De gemeente Scheeßel bestaat uit de volgende kernen (met inwonertal medio 2021, excl. tweede-woningbezitters):
- Scheeßel 7.154; incl. de plaatsjes:
  - Büschelskamp (3 km NO)
  - Varel
  - Veerse
  - Veerserbrück
- Abbendorf 294 (8 km NW)
- Bartelsdorf 410 (5 km Z)
- Hetzwege 368 (6 km NW)
- Jeersdorf 1.246 (direct W)
- Ostervesede 681 (7 km O); incl. de plaatsjes:
  - Deepen
  - Einloh
- Sothel 189
- Westeresch 449 (3 km NW); incl Wenkeloh
- Westerholz 633 (4 km W); incl. Bult
- Westervesede 676 (5 km OZO)
- Wittkopsbostel 470 (1½ km NO van Hetzwege); incl. Oldenhöfen
- Wohlsdorf 379 (6 km ZZW)

Aangegeven is de ligging (W = ten westen, O = ten oosten, enz.) ten opzichte van de dorpskern van Scheeßel.

## Geografie, infrastructuur

### Naburige gemeentes
De gemeente ligt bijna halverwege Hamburg (65 km noordoostwaarts) en Bremen (55 km westwaarts).
Naburige gemeenten zijn onder andere:
- in het noordwesten: Zeven, 22 km en Bremervörde, 46 km
- in het westen: Tarmstedt, 34 km
- in het zuidwesten: Rotenburg, 9 km
- in het zuiden: Visselhövede, 28 km
- in het zuidoosten: Schneverdingen, op de Lüneburger Heide, 28 km
- in het oosten: Bispingen, 42 km
- in het noordoosten: Tostedt, 20 km
- in het noorden: Sittensen, 13 km

### Infrastructuur

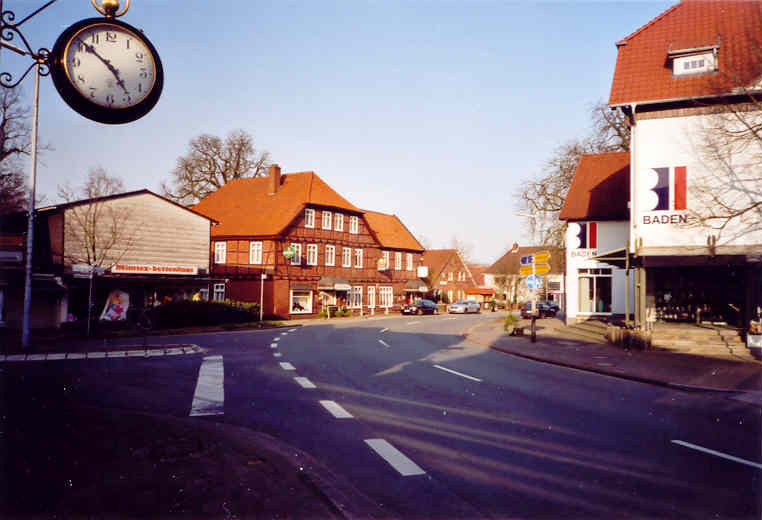
De B75 midden in Scheeßel
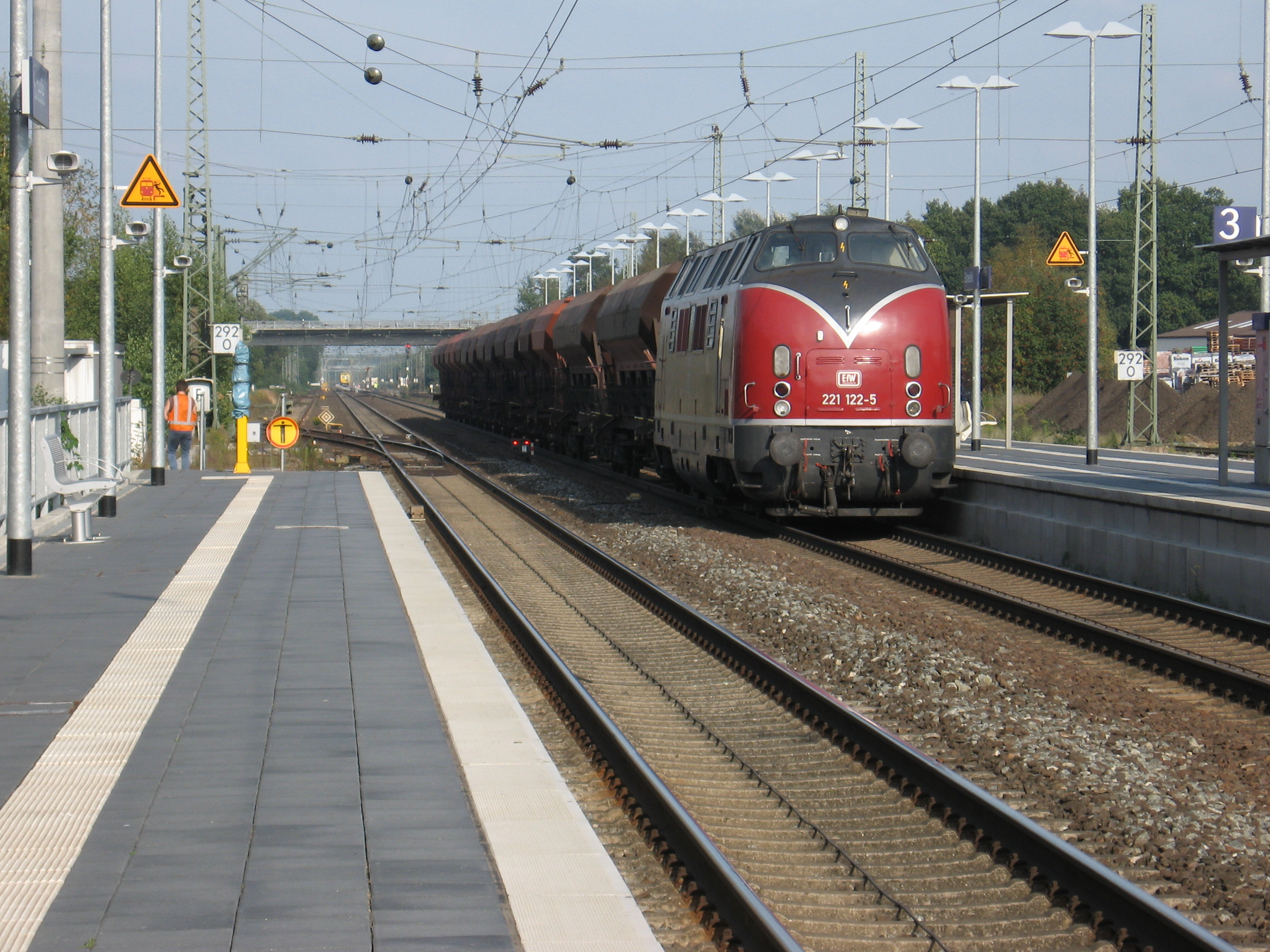
Station Scheeßel
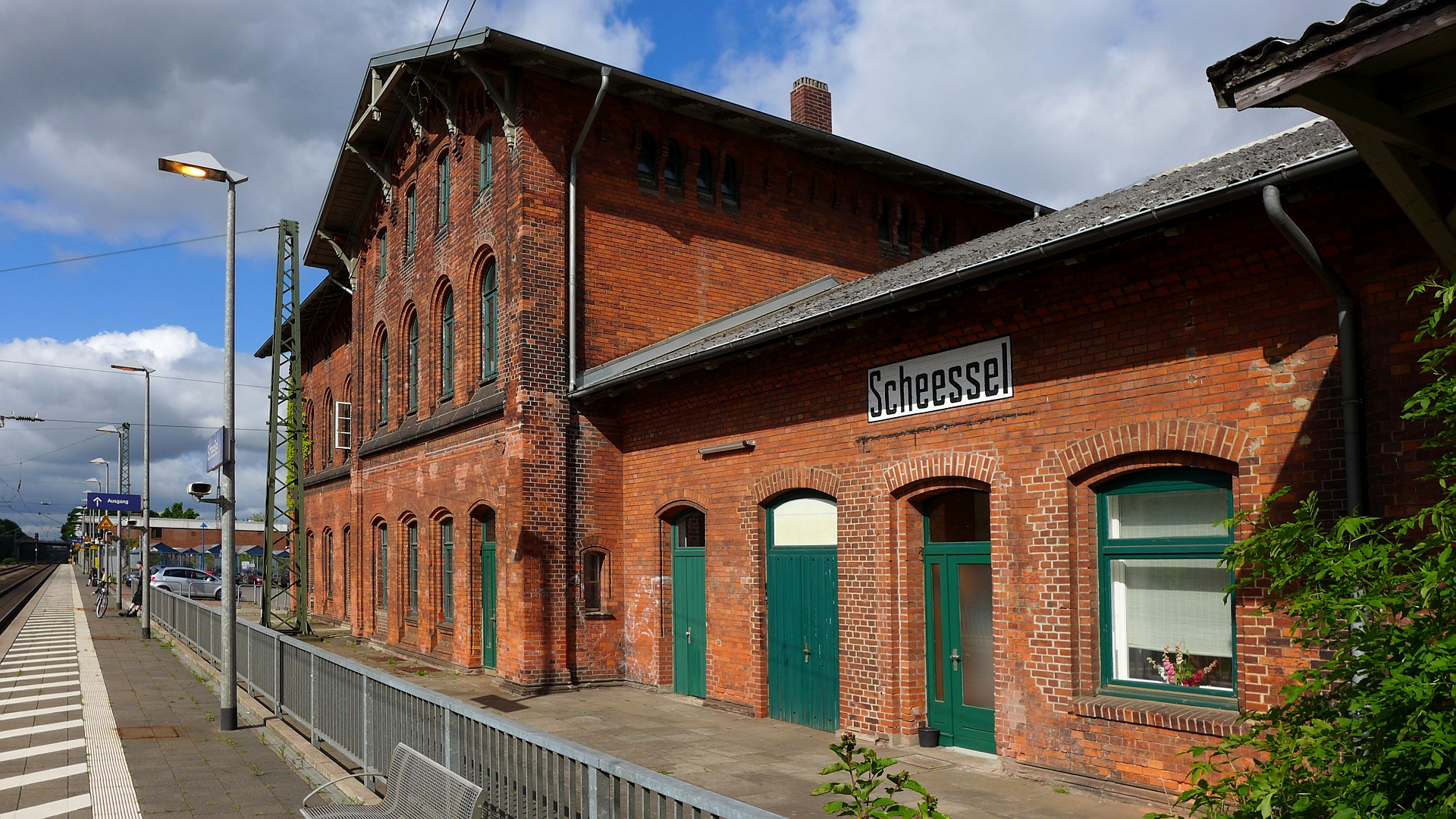
Voormalig stationsgebouw

De belangrijkste verkeersweg in de gemeente is de Bundesstraße 75, deze loopt dwars door het centrum van Scheeßel. De dichtstbijzijnde aansluiting op het Autobahnnet is afrit 48 (Elsdorf) van de A1, 13 km ten noordwesten van het dorp zelf en 5 km ten noordwesten van Ortsteil Abbendorf.
Station Scheeßel ligt, een kilometer ten oosten van de dorpskern, aan de spoorlijn van Bremen naar Hamburg-Harburg v.v. of Rollbahn. Het bijbehorende stationsgebouw staat onder monumentenzorg.
Scheeßel ligt aan de rivier de Wümme. Deze is hier niet voor vrachtschepen bevaarbaar.

## Geschiedenis
De locatie van Scheeßel is sedert de Jonge Steentijd van tijd tot tijd bewoond geweest.
Scheeßel wordt met zekerheid voor het eerst in een document vermeld in 1205. Het behoorde toen tot het prinsaartsbisdom Bremen. In 1567, onder aartsbisschop Eberhard von Holle, ging , in het kader van de Reformatie, Scheeßel over tot het evangelisch-lutherse protestantisme. Tot op de huidige dag hangen verreweg de meeste christenen in de gemeente deze gezindte aan.
In 1626, tijdens de Dertigjarige Oorlog, was er een grote brand in het dorp, waarbij o.a. de kerk verloren ging. Na 1648 kwam het gebied aan Bremen-Verden en dus tot 1716 aan Zweden. Vanaf 1719 behoorde Scheeßel tot het Keurvorstendom Brunswijk-Lüneburg, en na de Napoleontische periode van 1816-1866 tot het Koninkrijk Hannover. In de Zevenjarige Oorlog (1756-1763) had de plaats veel te lijden van plunderende Franse soldaten.
In 1874, de plaats was intussen deel gaan uitmaken van het Duitse Keizerrijk, kreeg Scheeßel aansluiting op het spoorwegnet. In de nazi-periode had Adolf Hitlers NSDAP er naar verhouding veel aanhangers.
Op 1 maart 1974 vond een gemeentelijke herindeling plaats en de gemeente Scheeßel werd met 11 omliggende dorpen uitgebreid.
Van 1987 tot 2002 was in het stationsgebouw van Scheeßel een klein asielzoekerscentrum gevestigd. Anno 2022 is dit monumentale gebouw als kantoorpand en voedselbank in gebruik.

## Economie
Scheeßel kent, met name rondom de hierna vermelde evenementen, en i.v.m. de fietsroute langs de Wümme, enig toerisme. Voor het overige kent Scheeßel het voor een groot dorp, dat een streekcentrum voor de directe omgeving is, gebruikelijke midden- en kleinbedrijf.
Een onderneming in professioneel en ook voor consumenten bedoeld vuurwerk , Bothmer Pyrotechnik GmbH, is gevestigd te Westervesede, gemeente Scheeßel.

## Bezienswaardigheden, toerisme, evenementen
- Drie kilometer ten oosten van het dorp, aan de weg naar Westervesede, bevindt zich een zandbaan voor speedway, een tak van motorsport. Deze baan draagt de naam Eichenring. Regelmatig worden hier, soms ook internationale, races gehouden.
  - Op deze Eichenring vindt sedert 1997 iedere zomer, in juni, een rock- en popfestival plaats met de naam Hurricane Festival. Dit is het belangrijkste evenement van Scheeßel. In 2024 en 2023 trok het 75.000, respectievelijk 78.000 bezoekers. In 2023 trad o.a. de band Placebo er op, en in 2024 Avril Lavigne en Ed Sheeran.
- De gemeente heeft gedeeltelijk het karakter van een oud, Nedersaksisch boerendorp bewaard. Goed te zien is dit in het plaatselijke streekmuseum. Dit is in de jaren na 1970 tot een klein openluchtmuseum met 13 historische vakwerkboerderijen uitgegroeid. Kern hiervan is een in 1913 elders gedemonteerde en in Scheeßel herbouwde boerderij, die Heimathaus wordt genoemd.
- De gemeente is een van de weinige, waar nog oude, Nedersaksische klederdrachten[2] worden gedragen, met name tijdens het jaarlijkse volksdans- en klederdrachtfestival. De twee grote verenigingen in het dorp, die zich met het in stand houden van klederdrachten bezig houden, organiseren dit feest bij toerbeurt.
- De in 1757 voltooide Sint-Lucaskerk te Scheeßel bezit een fraaie, laat-barokke kansel. Een rijke familie, die in de 18e eeuw de molen van het dorp in eigendom had, behoorde tot degenen, die in het godshuis eigen rococo kerkbanken lieten maken. Ook het fraaie kerkorgel is ten dele nog 18e-eeuws.
- Vóór de Sint-Lucaskerk staat nog een oude gerechtslinde. Deze is vermoedelijk in de 15e eeuw geplant op de locatie, waar sedert 1288 het gouwgerecht bijeen placht te komen om recht te spreken.
- Aan de zuidwestelijke rand van Scheeßel, aan de Wümme, staat de watermolen van het dorp. Dit is een uitgestrekt 19e-eeuws gebouwencomplex, dat het beste kan worden gekarakteriseerd als industrieel erfgoed. Er vlakbij zijn enkele vijvers en andere stekken aan de rivier, waar veel gehengeld wordt.
- De landschappen rondom de rivier de Wümme, waar ook een toeristische fietsroute doorheen loopt, zijn schilderachtig en trekken ook natuurliefhebbers. Er komen veel soorten beschermde planten en dieren voor.

## Afbeeldingen

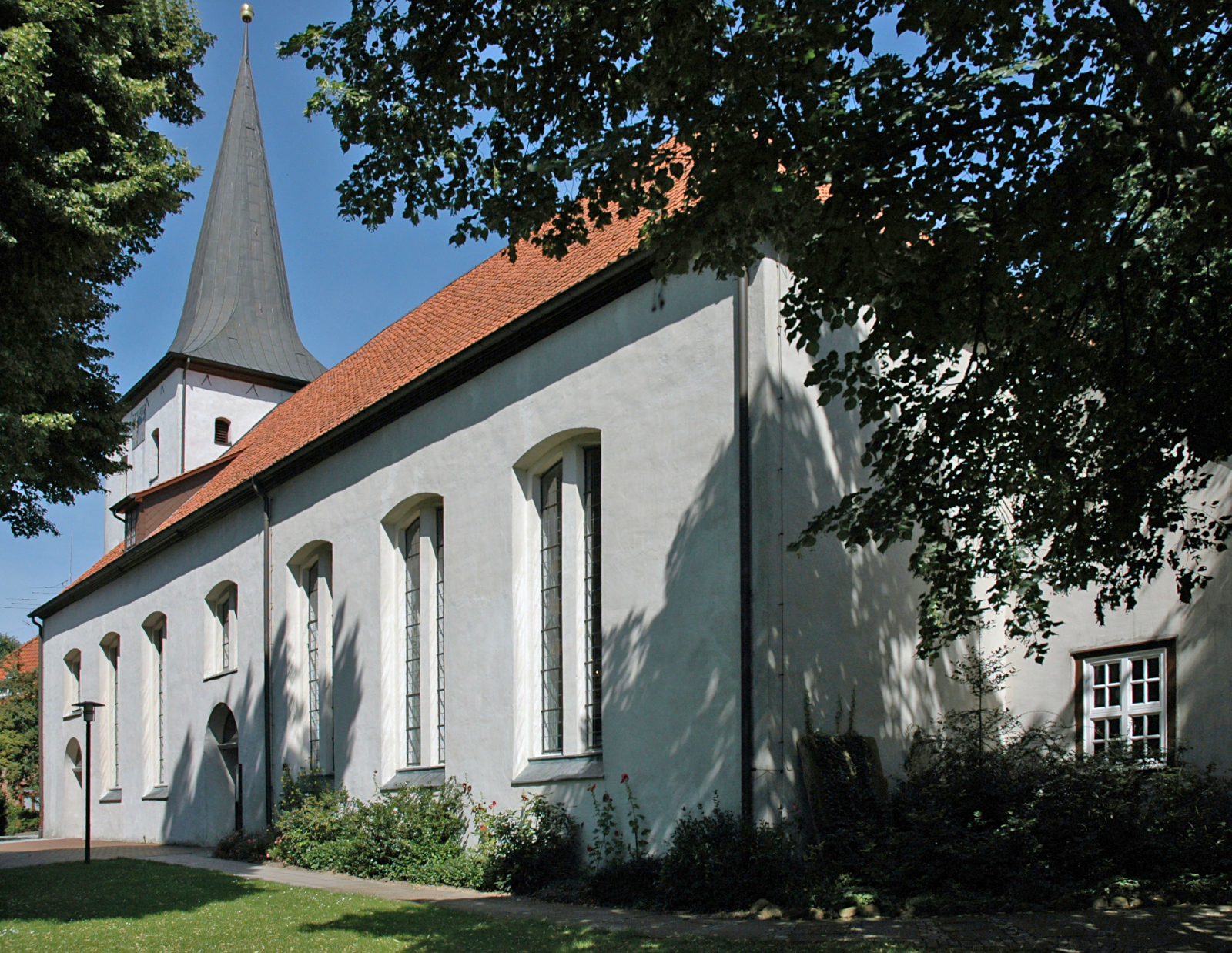
Sint-Lucaskerk, Scheeßel
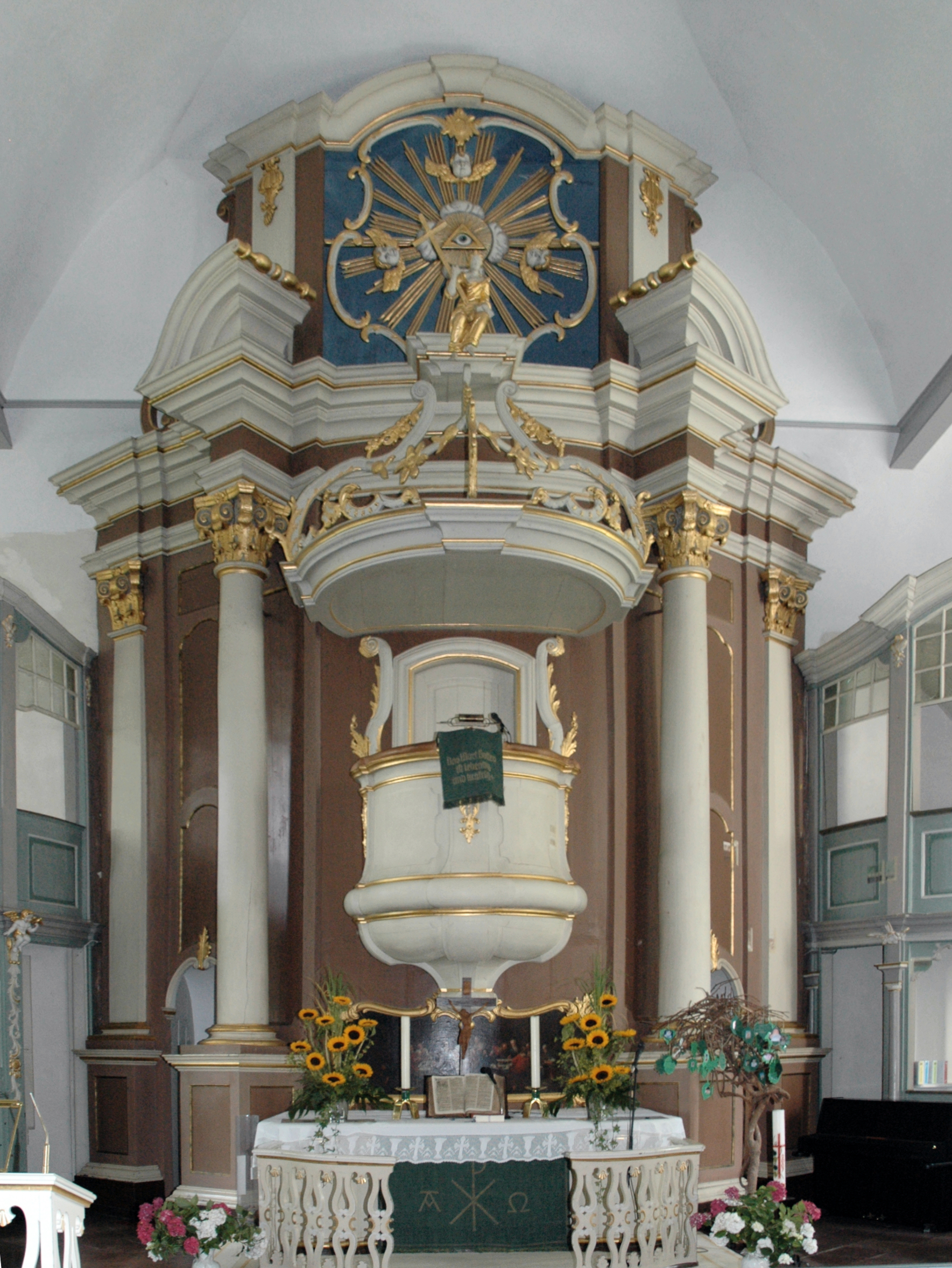
Altaar en kansel in deze kerk
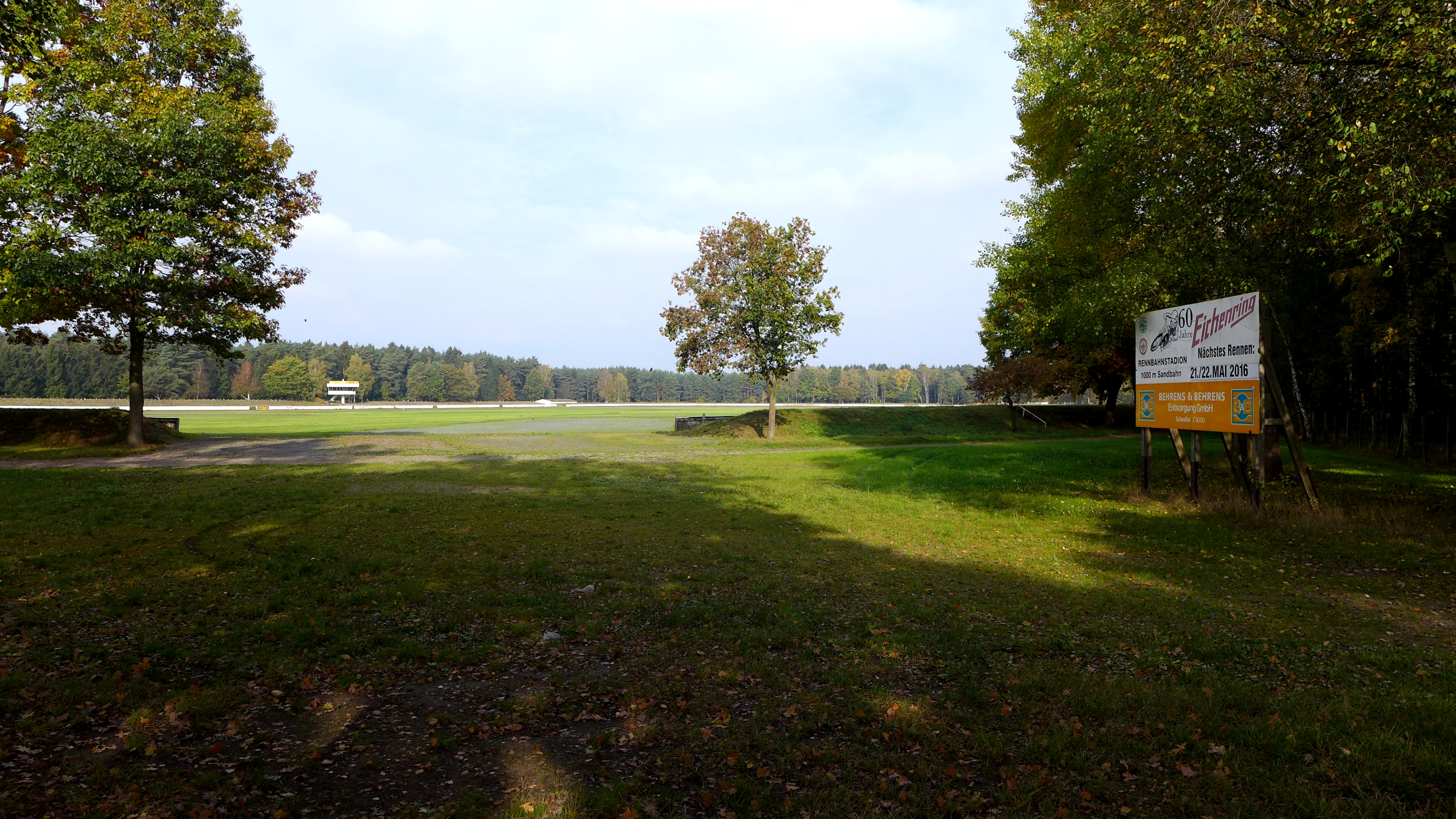
Motorsportbaan Eichenring
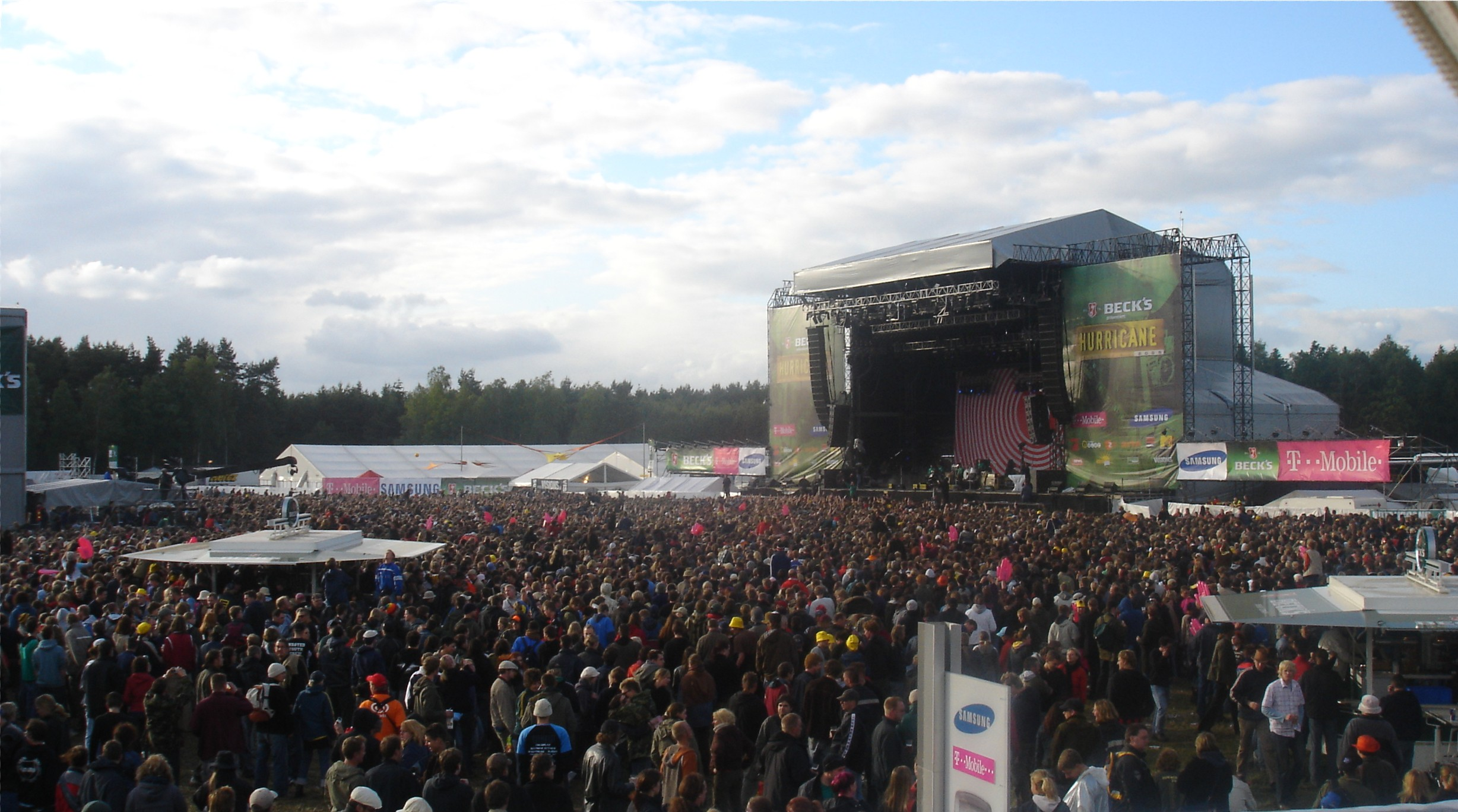
Hurricane Festival (2005)
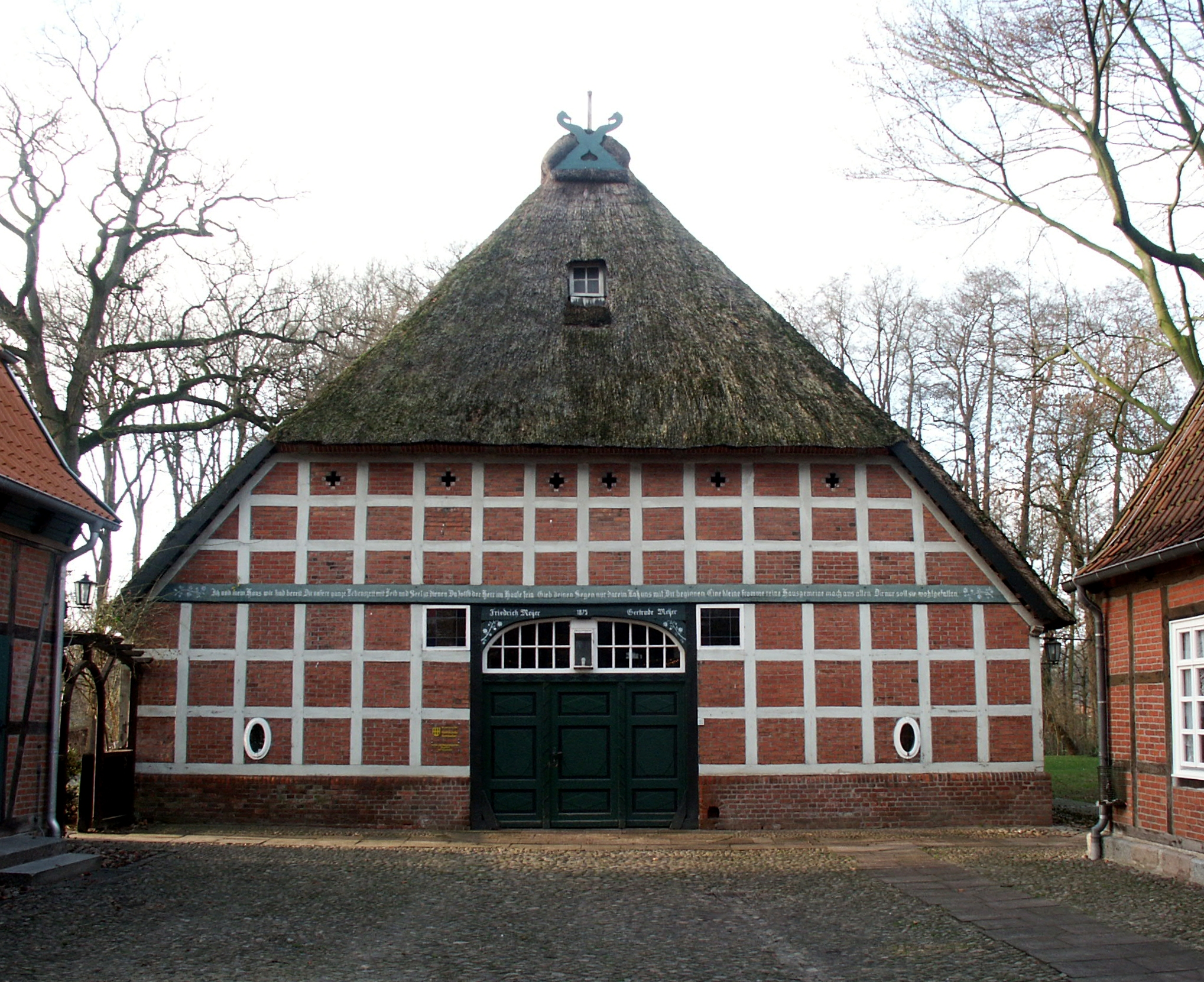
De Meyerhof te Scheeßel
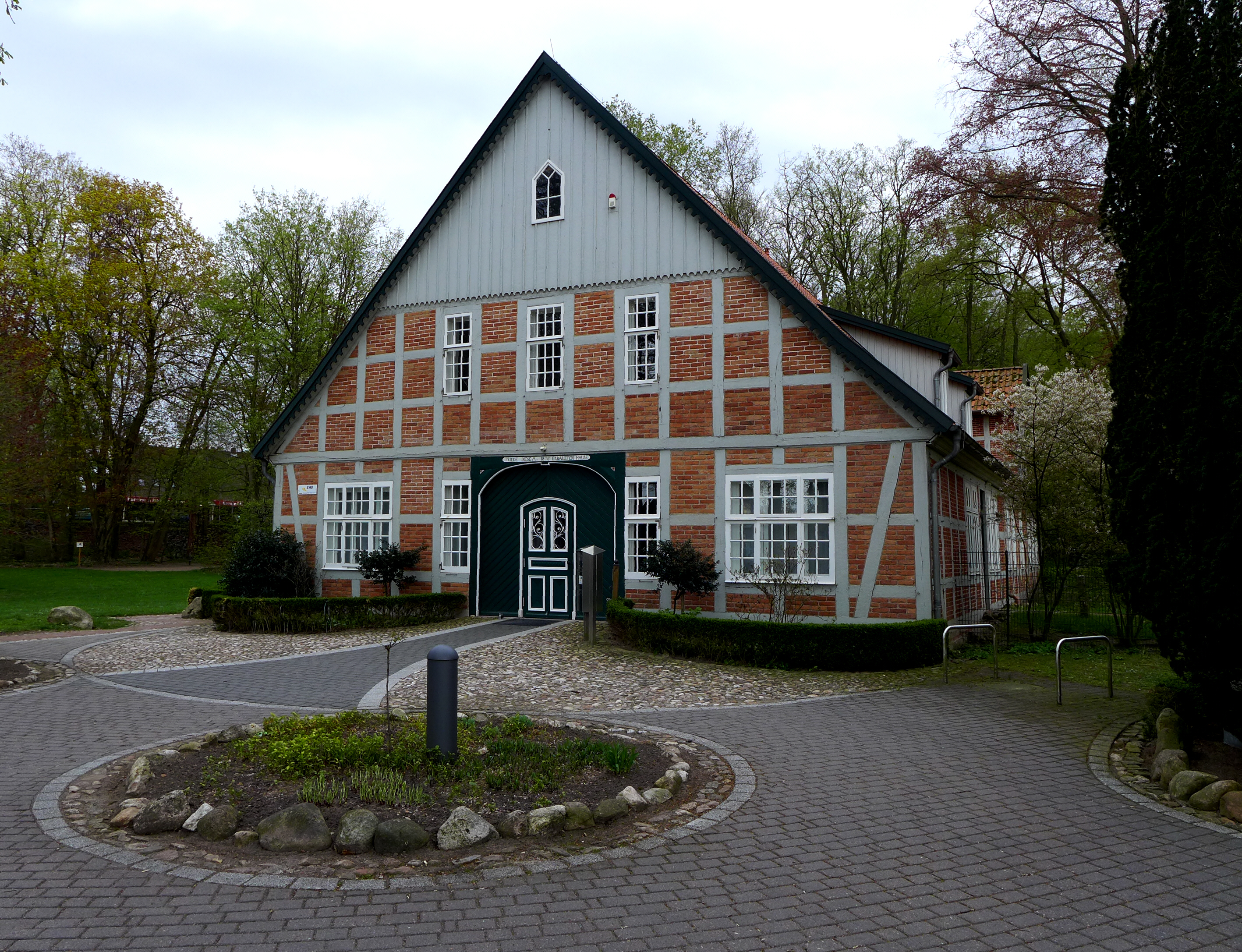
Vakwerkhuis Amtsvogtei
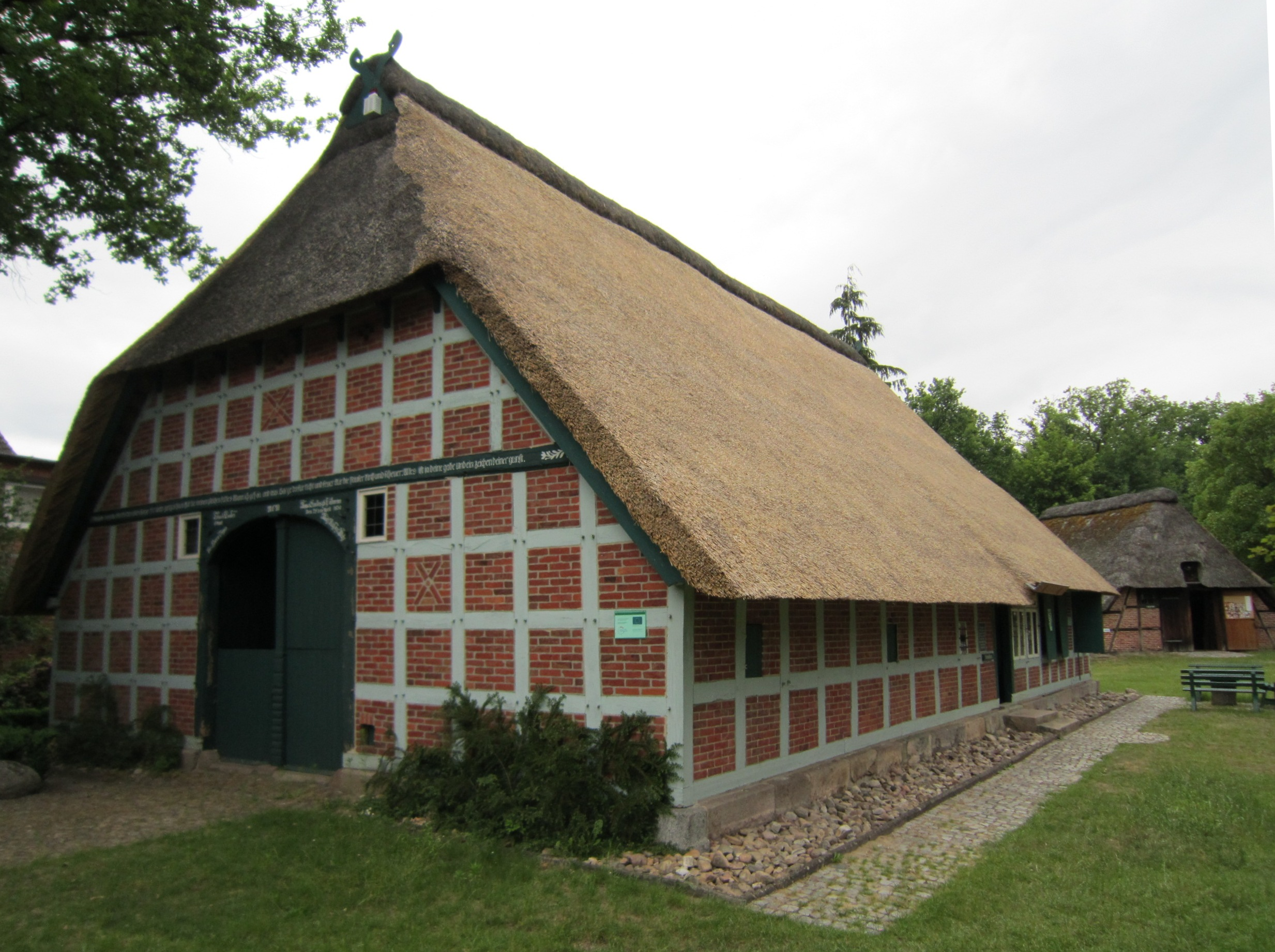
Het Heimathaus te Scheeßel

## Partnergemeentes
Er bestaan jumelages tussen Scheeßel en:
- Teterow (Mecklenburg-Voor-Pommeren), Duitsland
- Tukums, Letland